# San Antonio (Chili)
San Antonio is een gemeente in de Chileense provincie San Antonio in de regio Valparaíso. San Antonio telde 91.350 inwoners in 2017 en heeft een oppervlakte van 405 km².

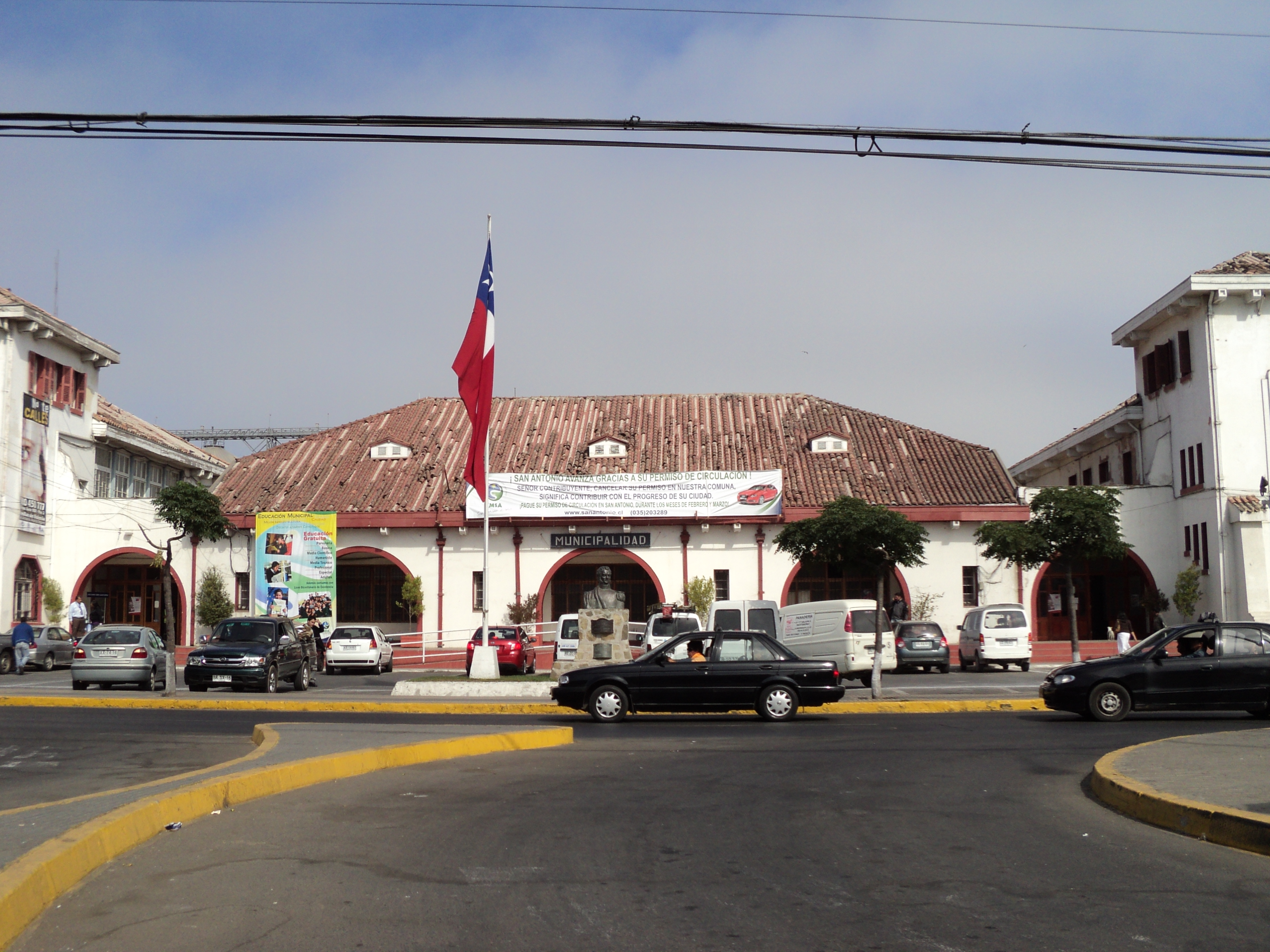
Gemeentehuis van San Antonio

## Geboren
- Humberto Suazo (1981), voetballer